# Захист (село)
Захист (до 2025 —Защита) — село в Україні, у Новомиргородській міській громаді Новоукраїнського району Кіровоградської області. Населення становить 213 осіб.

## Історія
05 червня 2025 року відповідно до Постанови Верховної Ради України № 4483-IX село Защита було перейменовано на село Захист. Постанова набула чинності 18 червня 2025 року.

## Населення
Згідно з переписом УРСР 1989 року чисельність наявного населення села становила 196 осіб, з яких 79 чоловіків та 117 жінок.
За переписом населення України 2001 року в селі мешкало 213 осіб.

### Мова
Розподіл населення за рідною мовою за даними перепису 2001 року:
| Мова       | Відсоток |
| ---------- | -------- |
| українська | 95,31 %  |
| молдовська | 3,76 %   |
| російська  | 0,94 %   |

## Вулиці
У Захисті налічується чотири вулиці:
- Зелена вул. (в народі — Горіхова)
- Лісова вул.
- Пушкіна вул.
- Садова вул.

## Інфраструктура
В селі розташовані СТОВ «Промінь», фельдшерський пункт, сільський клуб та магазин з літнім майданчиком.
Частина вулиць Защити асфальтовані, натомість на ділянці автошляху Т 1209, що проходить вздовж села і через який здійснюється транспортне сполучення населеного пункту з райцентром, тверде покриття відсутнє.

## Пам'ятники
| Назва                              | Розташування                    | Дата встановлення | Фото | Короткі відомості |
| Радянських воїнів, братська могила | біля сільського клубу           |                   |      | У братській могилі біля пам'ятника поховано 46 радянських солдат, які загинули під час звільнення села у 1944 році; імена і дати загибелі 32 з них вказані на плитах під пам'ятником. |
| Невідомого солдата, могила         | біля садиби по вул. Садовій, 21 |                   |      | У могилі похований невідомий радянський воїн, який загинув під час звільнення села у 1944 році.                                                                                       |